# Mahamadpur (Bardiya)
Mahamadpur (nep. महम्मदपुर) – gaun wikas samiti w zachodniej części Nepalu w strefie Bheri w dystrykcie Bardiya. Według nepalskiego spisu powszechnego z 2001 roku liczył on 1562 gospodarstw domowych i 10521 mieszkańców (5048 kobiet i 5473 mężczyzn).